# The End of Fame
The End of Fame är en 7" av Göteborgsbandet The Studio som utkom 2001 på skivbolaget Service. Detta var det första skivsläppet från bolaget. Skivan pressades i en upplaga av 300 exemplar.

## Låtar
- A:sida: The End of Fame - 6:16
- B:sida: Don't Waste Love - 3:23